# Dialetti umbri

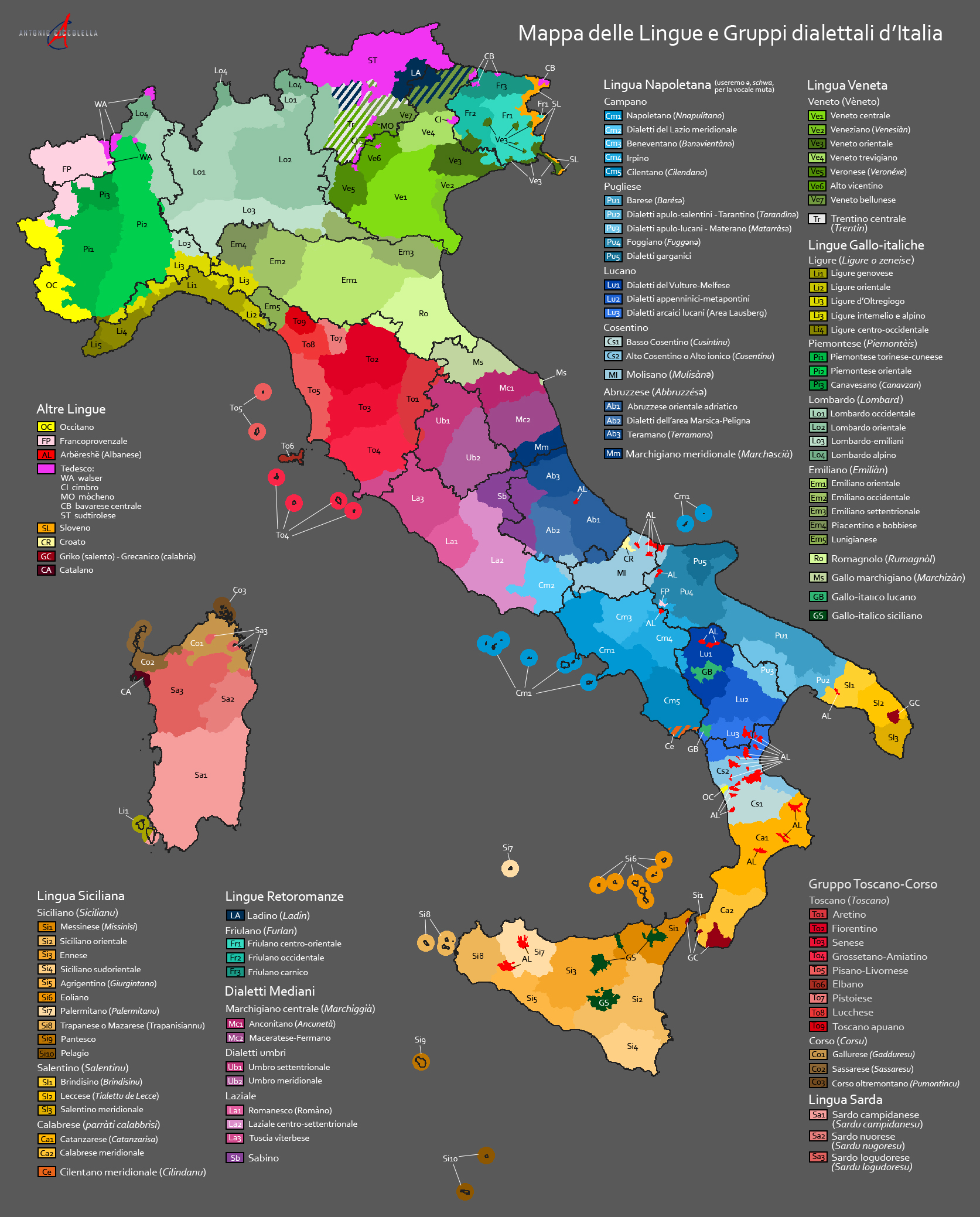
Linguaggi e dialetti d'Italia

I dialetti umbri sono un continuum linguistico di dialetti diffusi principalmente nella regione amministrativa italiana dell'Umbria ma anche in alcune zone del Lazio e delle Marche. Questi sono appartenenti in maggioranza al gruppo dialettale mediano italiano. In alcune zone dell'Umbria sono parlati anche dialetti di influenza toscana  per ragioni di prossimità. Nelle zone settentrionali dell'Altotevere Umbro al confine con la provincia di Pesaro-Urbino sono presenti influenze romagnole. In quest'area secondo alcuni studiosi c'è ancora il mediano umbro di base, mentre secondo altri si hanno già dialetti a sé stanti con forte influenza toscana e romagnola.

## Divisioni e gruppi
II dialetti umbri possono essere approssimativamente raggruppati nelle seguenti aree:
- dialetti della zona settentrionale (Città di Castello e la parte nord dell'Alto Tevere Umbro). Sono dialetti che presentano ampie similitudini con quelli parlati in Romagna, dovute alla vicinanza delle Marche settentrionali, tanto da poter essere considerati di transizione tra le parlate mediane e quelle galloitaliche.[2] Secondo altri studiosi invece i dialetti altotiberini settentrionali non sono più mediani né quindi umbri in quanto sé stanti, essendo fortemente legati al toscano ed al romagnolo.[3][4][5]
- dialetti delle zone nord-occidentale e nord-orientale (perugino, eugubino). Il dialetto di Perugia presenta un progressivo influsso dei dialetti toscani, con i quali confina mediante una zona di transizione, nonché influenze galloitaliche come la palatalizzazione di a tonica in sillaba aperta e la mancanza del raddoppiamento fonosintattico. Il dialetto di Gubbio, anch'esso dotato di cospicui influssi galloitalici, ha invece fortemente influenzato per motivi storici, i vicini centri marchigiani di Cantiano, Pergola, Serra Sant'Abbondio e Frontone, cioè le uniche zone della Provincia di Pesaro-Urbino dove oggi si parlano dialetti di derivazione umbra invece che dialetti gallo-piceni[6];
- dialetti della zona centro-occidentale (orvietano, viterbese). Sono entrambi dialetti umbri appartenenti alle varietà della Tuscia viterbese, tutti e due storicamente influenzati dal dialetto laziale parlato nella zona falisca (imparentato con le parlate sabine). Ma mentre l'orvietano presenta alcune affinità con il dialetto perugino, il viterbese invece le possiede con i dialetti toscani meridionali e, più di recente, è stato contaminato pure dal romanesco: il primo è parlato in Umbria (ad Orvieto e nelle sue zone limitrofe), mentre il secondo è parlato nel Lazio (nella citta' di Viterbo e nella maggior parte della sua provincia);
- dialetti della zona centro-orientale e meridionale (tra Spoleto, Foligno, Terni e Narni). Si tratta di dialetti molto conservativi propriamente mediani, che presentano metafonesi di tipo sabino e distinzione tra o e u finali. Sono dialetti con forti influenze reciproche con i contigui dialetti marchigiani centrali (specialmente alto-maceratesi). Il dialetto ternano è anticipatore dell'area dialettale sabina, ed influenza molto, a livello linguistico, alcune zone del reatino settentrionale; ad esempio possiamo notare la sua diffusione nel paese di Lugnola, situato ai confini sud della Conca ternana ed in altri comuni del Lazio al confine con l'Umbria.
- dialetti della zona meridionale (Norcia e Cascia ). Sono dialetti con influenze reciproche con la Sabina;

Ci sono poi delle zone intermedie interne al sistema mediano:
- l'area Lago Trasimeno-Città della Pieve. E' un territorio che, linguisticamente parlando, funge da snodo tra i dialetti della Toscana orientale, quelli della zona perugina e quello orvietano;
- l'area Assisi-Gualdo Tadino-Bastia-Todi-Marsciano, anche detta Scheggia-Todi. È una zona che si caratterizza per la mancanza di caratteristiche ascrivibili all’area nordoccidentale perimediana e a quella mediana sud-orientale. Infatti i dialetti di quest’area non presentano né la palatalizzazione di a in posizione tonica tipica del perugino in senso lato né la metafonesi conservata nel folignate, nello spoletino e nel ternano. Il dialetto assisano, originariamente più affine al folignate, è stato progressivamente influenzato dal perugino. Curioso infine è il caso del dialetto di Marsciano, che pur essendo in Provincia di Perugia, storicamente apparterrebbe all'area dialettale ternana, ma nel tempo ha subito una così forte influenza del dialetto perugino, tale da cambiarne radicalmente le caratteristiche, avvicinandolo sempre più a quello parlato nel capoluogo umbro.

## Fonetica

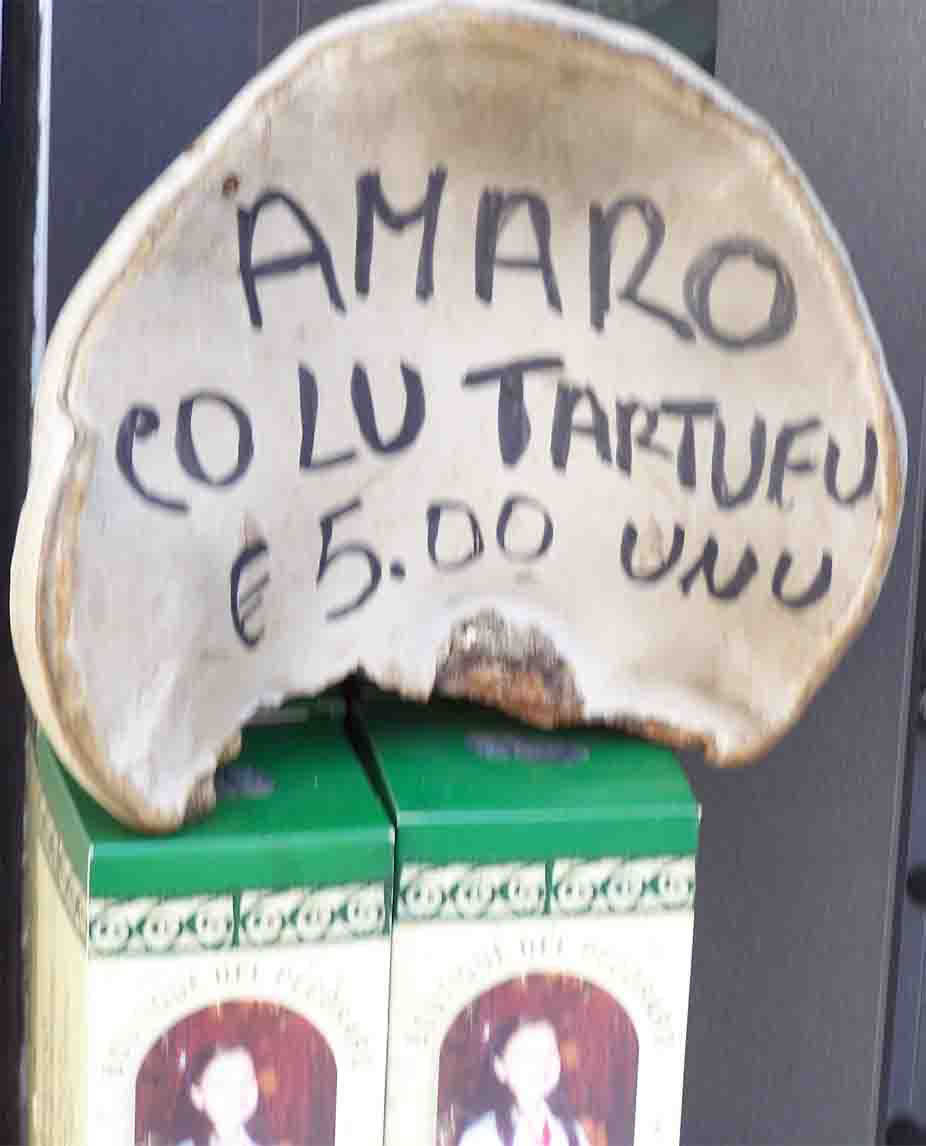
Scritta pubblicitaria in uno dei dialetti dell'Umbria sud-orientale

Fra le caratteristiche fonetiche che contraddistinguono i dialetti umbri vi è, per quanto riguarda il perugino, l'orvietano, il tudertino e l'assisiate, l'utilizzo della -e finale nei plurali maschili.
Per quanto riguarda invece i dialetti dell'area sud-orientale (Foligno, Spoleto, Terni, ecc.), essi si contraddistinguono per l'impiego della -u finale nel maschile singolare.
Caratteristica del perugino è la "D" retroflessa e la caduta delle vocali non accentate come, ad esempio, in dimm'lo (dimmelo) e ch'fè (che fai).
Nei comuni dell'Alto Tevere Umbro sono presenti almeno due sottovarietà dialettali principali che presentano differenze fonetiche considerevoli rispetto ad altri dialetti umbri:
- il tifernate, parlato a Città di Castello ed altri comuni limitrofi (Monte Santa Maria Tiberina e Citerna),
caratterizzato dall'isocronismo sillabico, in cui le vocali in sillaba complicata, cioè terminante per consonante, vengono pronunciate tutte aperte (strèt-to, quès-to, ròt-to, còr-so), mentre quelle in sillaba libera, cioè terminante per vocale, vengono pronunciate tutte chiuse (bé-ne, sé-dia, có-sa, stó-ria). È un fenomeno peculiare, costituente un unicum in tutta l'Italia centro-settentrionale, mentre non è dimostrabile la correlazione con fenomeni più o meno analoghi propri dell'area meridionale adriatica (tra Pescara in Abruzzo e Ostuni in Puglia). Altre caratteristiche sono tipicamente galloitaliche, quali il frequente scempiamento delle doppie ("castelano" per "castellano"), nonché la "s" cosiddetta "salata", ossia pronunciata in modo cacuminale (simile alla "š" o "sc" ma meno retratta), e la "z" con una componente affricata molto lenita e dentalizzata, fenomeni che portano gli altotiberini ad essere scambiati per romagnoli.
- una seconda sottovarietà parlata ad Umbertide, Montone, Pietralunga e Lisciano Niccone: essa si presenta foneticamente più prossima al perugino, in quanto le vocali vengono pronunciate in modo simile al capoluogo, con gli unici influssi galloitalici limitati all'apertura delle "e" toniche ("mè", "perchè"). Altri influssi galloitalici sono rinvenibili nella pronuncia della "s" e della "z", ed in parte nella cadenza, che risulta una via di mezzo tra quella tifernate e quella perugina.
Entrambe le parlate sono inoltre caratterizzate dalla lenizione della t e della c: ad esempio podé (verbo potere) e aguto (acuto); altra caratteristica comune a tutta l'area nord-occidentale è la palatalizzazione di a tonica in sillaba aperta che porta, con sfumature territoriali, ad una pronuncia che va dalla a turbata alla e aperta (cäne/chène per cane, cäsa/chèsa per casa): si tratta di un fenomeno ormai in regresso, ma che comunque presenta un'estensione notevole, giungendo fino a Perugia ed Arezzo.

## Esempi
Per quanto riguarda la zona dell'alto orvietano noto è l'utilizzo della -e finale nei plurali maschili, caratteristica che comunque risulta assai regredita se non in alcuni casi addirittura scomparsa, tranne a Fabro e a Monteleone d'Orvieto, dove viene tuttora utilizzato.
L'esempio più utilizzato è il plurale di Camion: le Camie.
Diversamente, nel termine "cane" essa non subisce alcuna modifica se non nell'articolo iniziale: le cane.